# Frontière entre le Brésil et le Venezuela
La frontière entre le Brésil et le Venezuela est la frontière séparant le Brésil et le Venezuela. Elle a été délimitée par le traité sur les limites et la navigation fluviales du 5 mai 1859, ratifié par le protocole de 1929. La limitation géographique débute au tripoint entre le Brésil, le Venezuela et la Colombie du rocher Cucuy et se poursuit à travers la chaîne Maturacá jusqu'à la chute d'eau Huá ; elle suit ensuite une ligne droite jusqu'au sommet d'une montagne dénommée Cerro Cupi. Puis, elle continue le long de la crête de la ligne de partage des eaux entre les bassins versants de l'Orénoque et de l'Amazone jusqu'au tripoint entre le Brésil, le Guyana et le Venezuela au sommet du mont Roraima, étant ainsi longue de 2 199 kilomètres au total – dont 90 km sont des frontières par convention, le reste correspondant à la démarcation entre les bassins versants de l'Amazone au Brésil et de l'Orinoco au Venezuela. Cette démarcation naturelle est constituée des chaînes de montagne Imeri, Tapirapecó, Curupira et Urucuzeiro dans l'état brésilien d'Amazonas, et des chaînes Parima, Auari, Urutanim et Pacaraima dans l'état de Roraima au sein du plateau des Guyanes. Elle est marquée notamment par le Pico 31 de Março qui culmine à plus de 2 972 m d'altitude.

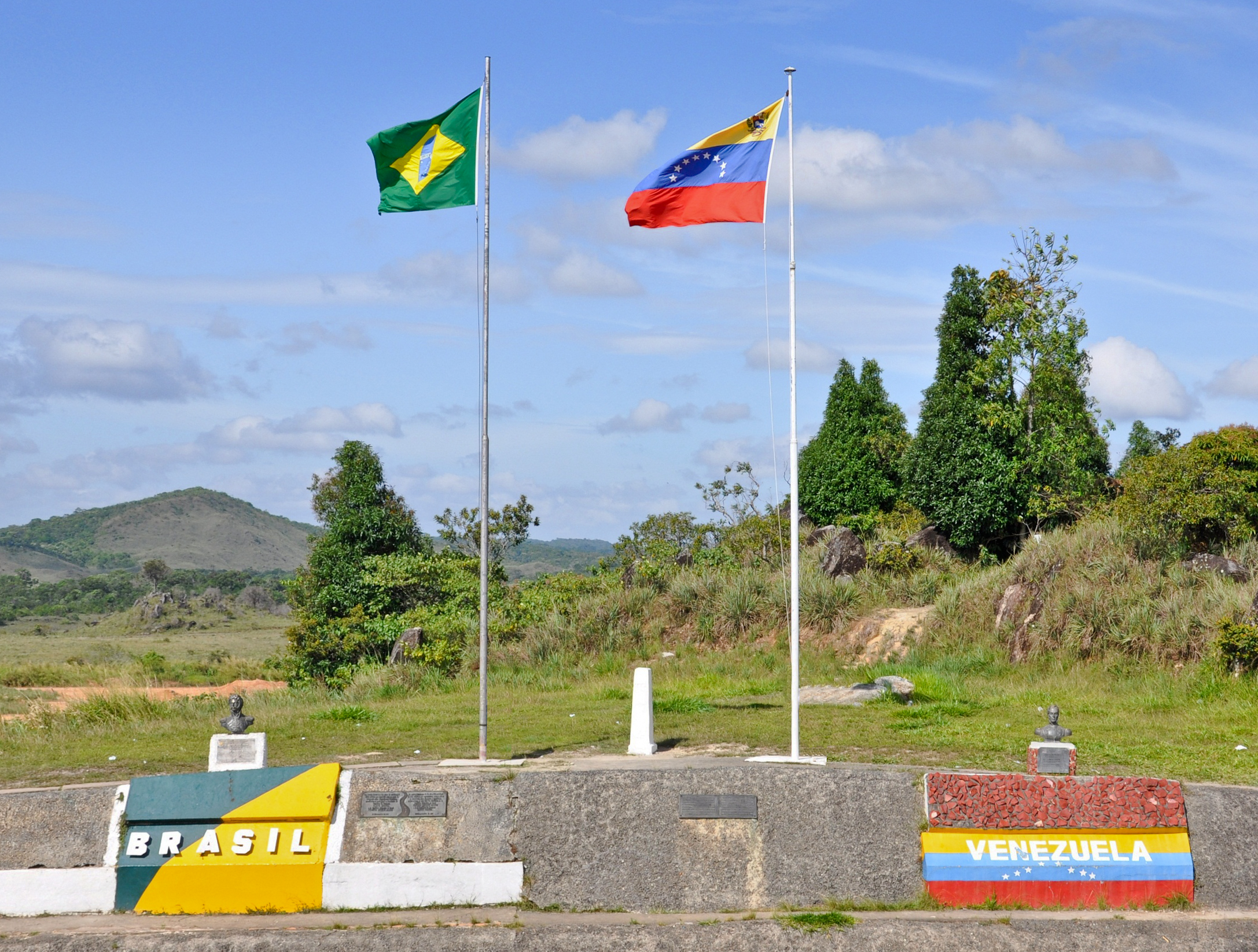
La frontière à proximité de Santa Elena de Uairén.

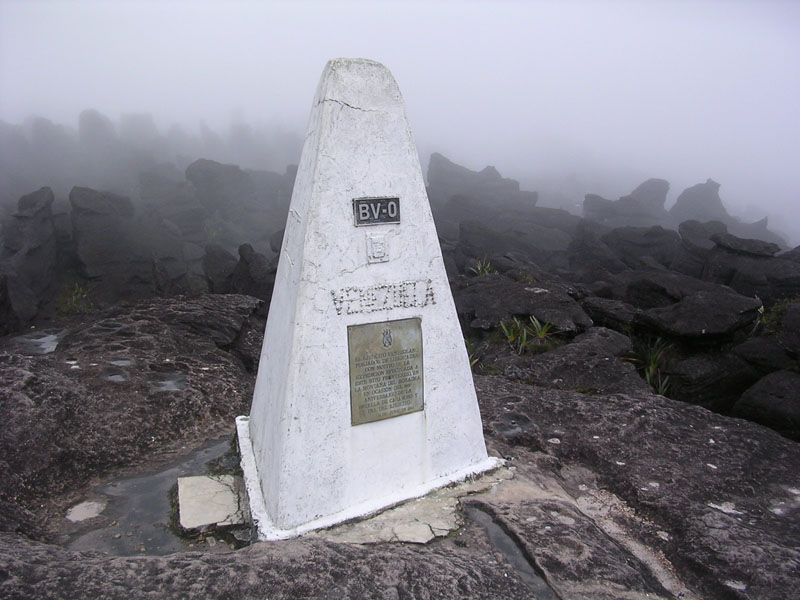
Le tripoint du mont Roraima.

En raison des réclamations territoriales du Venezuela concernant la moitié ouest du Guyana, le Guayana Esequiba, du point de vue vénézuélien, la frontière se termine en amont de l'Essequibo dans les montagnes Mapuera, couvrant alors une longueur totale de 2 850 kilomètres. Toutefois, les réclamations vénézuéliennes ne sont pas officiellement reconnues par le Brésil. Le Guyana exerce le contrôle effectif de la région contestée.
La frontière reconnue internationalement est situé en bonne partie dans des zones sauvages, reculées et inaccessibles et une seule route permet de la franchir. Celle-ci relie les villes brésilienne de Pacaraima et vénézuélienne de Santa Elena de Uairén, où la route fédérale brésilienne BR-174 de Boa Vista à Manaus rejoint la Troncal 10 vénézuélienne allant de Ciudad Guayana à Caracas.

## Histoire récente
Le Roraima, l'état le plus septentrional du Brésil, connaît en 2018 un afflux massif d'immigrants venus du Venezuela. Le 7 août, le gouvernement régional a réclamé la fermeture de la frontière auprès du tribunal suprême fédéral brésilien, que ce dernier a refusé le jour même sur la base d'arguments constitutionnels,.
Le 22 février 2019, au cours de la crise présidentielle au Venezuela, le président Nicolas Máduro ferme la frontière pour empêcher l'arrivée de l'aide humanitaire par voie terrestre,,. La réouverture de la frontière est annoncée par le Venezuela en mai 2019.

### Pandémie de Covid-19
Le 17 mars 2020, le président brésilien Jair Bolsonaro ferme en partie la frontière avec le Venezuela en raison de la pandémie de Covid-19 pour en ralentir la propagation, alors qu'elle concerne déjà 291 cas confirmés au Brésil et qu'un patient en est décédé la veille.

## Source
- (en) Cet article est partiellement ou en totalité issu de l’article de Wikipédia en anglais intitulé « Brazil–Venezuela border » (voir la liste des auteurs).